# Chlorofile

Maksima absorpcyjne chlorofili na tle widma światła białego

Chlorofile – grupa organicznych związków chemicznych obecnych między innymi w roślinach, algach i bakteriach fotosyntetyzujących (np. w sinicach). Nadaje częściom roślin (głównie liściom) charakterystyczny zielony kolor.
Funkcją chlorofili w organizmach przeprowadzających fotosyntezę jest wychwytywanie kwantów światła i przekazywanie energii wzbudzenia do centrum reakcji fotoukładu, skąd wybijane są elektrony, spożytkowane następnie w dalszych etapach fotosyntezy.
Znaczna zawartość chlorofili w organizmach fotosyntetyzujących jest odpowiedzialna za ich zieloną barwę. Zielony kolor chlorofilu spowodowany jest wysoką absorpcją w czerwonej i niebieskiej części spektrum światła, a niską absorpcją w zielonej części spektrum światła (długość fali 500–600 nm).
Wyróżnia się wiele rodzajów chlorofili. Najbardziej rozpowszechnione w przyrodzie to chlorofil a i chlorofil b występujące u wszystkich roślin przeprowadzających fotosyntezę. Chlorofile c i d występują jedynie u części glonów. U prokariontów zdolnych do przeprowadzania fotosyntezy mogą występować: chlorofil a (tylko u sinic) oraz wiele rodzajów bakteriochlorofili oznaczanych literami od a do g.

## Budowa chlorofili

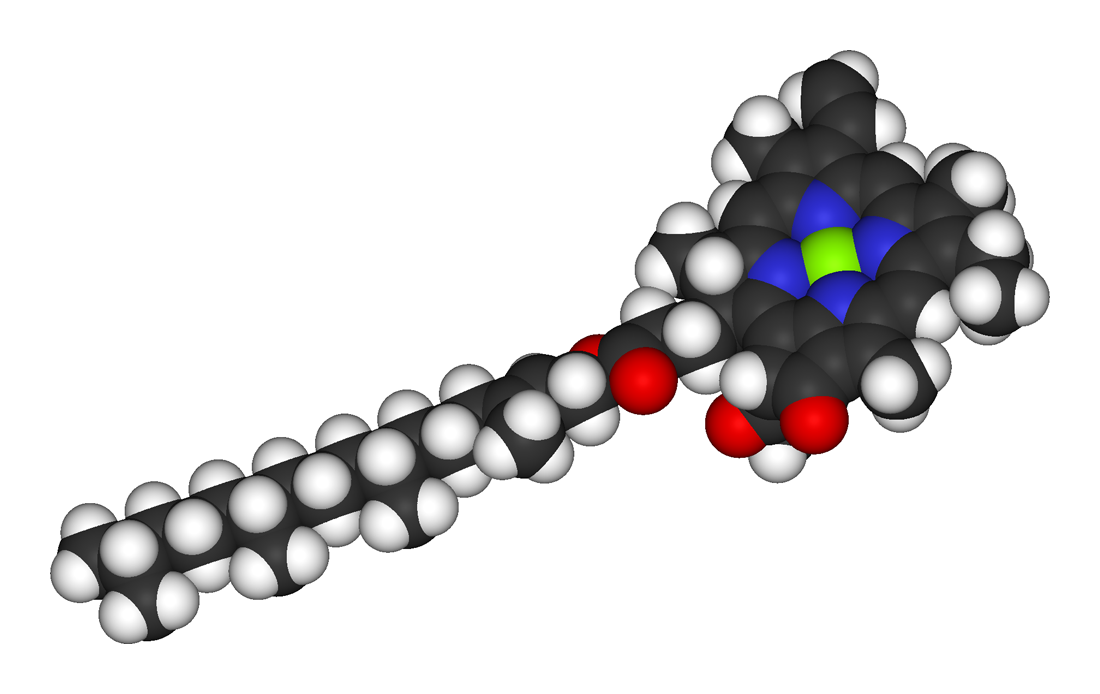
Model cząsteczki chlorofilu a: zielony Mg, niebieski N, czarny C, czerwony O, biały H

Układ porfirynowy

Cząsteczka każdego chlorofilu zbudowana jest z pochodnej porfiryny określanej feoporfiryną. Feoporfiryna to pięciopierścieniowa porfiryna z różnymi podstawnikami. Cztery z pierścieni to pierścienie pirolowe, a piąty pierścień tworzą same atomy węgla. Wiązania pomiędzy atomami tworzącymi pierścienie to następujące po sobie wiązania pojedyncze i podwójne składające się na układ wiązań sprzężonych.
Centralne miejsce w układzie porfiryny zajmuje atom magnezu łączący się z atomami azotu każdego z pierścieni. Porfiryna tworząca kompleks z magnezem posiada zdolność do absorpcji promieniowania elektromagnetycznego w zakresie widzialnym. Obecność magnezu wpływa na zdolność agregacji cząsteczek chlorofilu, co ułatwia przekazywanie energii wzbudzenia pomiędzy cząsteczkami.
U większości chlorofili (poza chlorofilami c) feoporfiryna łączy się poprzez wiązanie estrowe z alkoholem o 20 atomach węgla – fitolem. Przyłączony alkohol izoprenowy nie wpływa znacząco na zdolność absorpcji światła. Jego rolą jest tworzenie hydrofobowego fragmentu cząsteczki łączącego chlorofil z błonami białkowo-lipidowymi. W bakteriochlorofilach zamiast fitolu może występować inny alkohol farnezol lub geranylogeraniol występujący niekiedy w bakteriochlorofilu a.
Do układu porfiryny w różnych miejscach przyłączone są dodatkowe grupy. Wpływają one na niewielkie zmiany zdolności absorpcji kwantów światła przez poszczególne rodzaje chlorofili.
W zależności od rodzaju podstawników układu porfirynowego wyróżnia się następujące typy chlorofilu:
|                     | Chlorofil a        | Chlorofil b                                                         | Chlorofil c1 | Chlorofil c2 | Chlorofil d      | Chlorofil f      |
| Wzór sumaryczny     | C55H72O5N4Mg       | C55H70O6N4Mg                                                        | C35H30O5N4Mg | C35H28O5N4Mg | C54H70O6N4Mg     | C55H70O6N4Mg     |
| grupa w pozycji C2  | –CH3               | –CH3                                                                | –CH3         | –CH3         | –CH3             | –CHO             |
| grupa w pozycji C3  | –CH=CH2            | –CH=CH2                                                             | –CH=CH2      | –CH=CH2      | –CHO             | –CH=CH2          |
| grupa w pozycji C7  | –CH3               | –CHO                                                                | –CH3         | –CH3         | –CH3             | –CH3             |
| grupa w pozycji C8  | –CH2CH3            | –CH2CH3                                                             | –CH2CH3      | –CH=CH2      | –CH2CH3          | –CH2CH3          |
| grupa w pozycji C17 | –CH2CH2COO–fitol   | –CH2CH2COO–fitol                                                    | –CH=CHCOOH   | –CH=CHCOOH   | –CH2CH2COO–fitol | –CH2CH2COO–fitol |
| Wiązanie C17–C18    | pojedyncze         | pojedyncze                                                          | podwójne     | podwójne     | pojedyncze       | pojedyncze       |
| Występowanie        | eukariota + sinice | rośliny + część glonów (prazynofity, eugleniny, zielenice właściwe) | stramenopile | stramenopile | krasnorosty      | cyjanobakterie   |

Numeracja atomów węgla patrz „układ porfirynowy”
|  |  |  |  |  |
|  |  |  |  |  |
|  |  |  |  |  |

Dwa najpowszechniej występujące chlorofile, chlorofil a – niebieskozielony, chlorofil b – żółtozielony, stanowią przeważającą większość masy wszystkich barwników w organie fotosyntetyzującym.

## Absorpcja światła i udział w fotosyntezie

Chlorofil może absorbować kwanty światła czerwonego i niebieskiego

Maksimum absorpcji dwóch najczęściej występujących chlorofili wynosi 430 i 662 nm dla chlorofilu a oraz 453 i 642 nm dla chlorofilu b. Po raz pierwszy widmo absorpcyjne chlorofilu wyznaczył w 1883 r. niemiecki biolog Theodor Wilhelm Engelmann. Maksymalny molowy współczynnik absorpcji dla chlorofilu a wynosi 105 M−1 cm−1 i jest jednym z najwyższych wyliczonych dla związków organicznych.
Cząsteczka chlorofilu po zaabsorbowaniu kwantu światła (fotonu) ulega wzbudzeniu. Pochłonięcie kwantu światła czerwonego wiąże się z przejściem do pierwszego stanu wzbudzonego, pochłonięcie kwantu światła niebieskiego skutkuje przejściem do drugiego stanu wzbudzonego. Stan wzbudzenia przekazywany jest przez kolejne cząsteczki chlorofilu do centrum reakcji – pary cząsteczek chlorofilu a w specyficznym otoczeniu białkowym. Z chlorofili stanowiących centrum reakcji elektron jest wybijany, dochodzi do fotoindukcyjnego rozdziału ładunków, i następnie przechwytywany przez kolejnych pośredników zlokalizowanych w obrębie fotosystemów, a następnie na kolejne przekaźniki w obrębie błony tylakoidów, biorące udział w fotosyntetycznym łańcuchu transportu elektronów. Transport elektronów w błonach tylakoidów jest konieczny do wytworzenia NADPH (tzw. „siły redukcyjnej”) oraz gradientu protonowego w poprzek błony tylakoidu, co jest konieczne do produkcji ATP przez chloroplastową syntazę ATP.
W chloroplastach, chlorofil wchodzi w skład większych kompleksów barwnikowo-białkowych (tak zwanych fotosystemów oraz układów antenowych).
Stosunki ilościowe chlorofili w roślinach zależą między innymi od warunków siedliskowych: rośliny cieniolubne (cienioznośne) mają więcej chlorofilu b, rośliny światłolubne (światłożądne) – chlorofilu a.

## Synteza chlorofili
Miejscem syntezy chlorofili u roślin są plastydy. To w nich przebiegają wszystkie reakcje prowadzące do wytworzenia cząsteczki chlorofili.
Początkowym substratem służącym do syntezy chlorofili jest jeden z aminokwasów białkowych – kwas glutaminowy. Pierwszym etapem jest aktywacja aminokwasu polegająca na przyłączeniu cząstki tRNAGlu przez syntazę glutamylo-tRNAGlu. Reakcja ta wymaga hydrolizy jednej cząsteczki ATP do AMP i PPi. Powstający glutamylo-tRNAGlu redukowany jest do 1-semialdehydu glutaminianowego przez reduktazę Glu-tRNA. Reakcja ta wymaga zużycia cząsteczki NADPH. Powstały 1-semialdehyd glutaminianowy przekształcany jest przez aminotransferazę semialdehydu glutaminianowego do kwasu δ-aminolewulinowego (ALA).

Synteza chlorofilu a. Numery oznaczają enzymy katalizujące reakcje: 1 – syntetaza Glu-tRNA, 2 – reduktaza Glu-tRNA, 3 – aminotransferaza semialdehydu glutaminianowego, 4 – dehydrogenaza ALA, 5 – deaminaza porfobilinogenowa, 6 – syntaza uroporfirynogenu III, 7 – dekarboksylaza eroporfirynogenu III, 8 – oksydaza koproporfirynogenu III, 9 – oksydaza porfirynogenu IX, 10 – Mg–chelataza, transferaza, cyklaza, 11 – reduktaza winylowa, 12 – oksydoreduktaza protochlorofilidu, 13 – syntetaza chlorofilowa.

Dwie cząsteczki tego niebiałkowego aminokwasu w reakcji kondensacji katalizowanej przez enzym dehydratazę ALA przekształcane są do porfobilinogenu (PBG). Deaminaza porfobilinogenowa odłączając reszty aminowe -NH2 łączy cztery cząsteczki porfobilinogenu w hydroksymetylobilan. W kolejnej reakcji następuje zamknięcie pierścienia przez syntazę uroporfirynogenu III. Powstający uroporfirynogen III ulega dekarboksylacji i przekształcany jest w koproporfirynogen III przez dekarboksylazę uroporfirynogenu III. Koproporfirynogen III jest utleniany przez oksydazę porfirynogenu III do protoporfirynogenu IX i przez oksydazę protoporfirynogenu IX do protoporfiryny IX. Reakcje prowadzące do powstania protoporfiryny IX zachodzą w stromie plastydów.
Kolejne etapy syntezy zachodzą na błonach osłonki plastydu w której znajdują się odpowiednie enzymy. Do pierścienia protoporfiryny IX Mg–chelataza wprowadza atom magnezu. Transferaza przyłącza resztę metylową w pozycji 15, a cyklaza zamyka piąty pierścień obecny w chlorofilu. Powstały diwinyloprotochlorofilid a redukowany jest do monowinyloprotochlorofilidu a przez reduktazę winylową zależną od NADPH. Powstały po redukcji monowinyloprotochlorofilid a redukowany jest do chlorofilidu a przez oksydoreduktazę protochlorofilidu. Reakcja ta wymaga udziału NADPH oraz światła, ponieważ redukcji może ulec jedynie monowinyloprotochlorofilid wzbudzony kwantem światła. Podczas redukcji likwidacji ulega jedno z wiązań podwójnych IV pierścienia pirolowego. Chlorofilid a łączony jest w reakcji estryfikacji z dwudziestwęglowym alkoholem izoprenowym – fitolem przez syntazę chlorofilową. Powstały chlorofil a może bezpośrednio służyć do absorpcji światła lub zostać przekształcony przez oksygenazę chlorofilu b do drugiego z najczęściej występujących chlorofili. Dwie ostatnie reakcje, a więc wytworzenie chlorofilu a lub chlorofilu b zachodzą w błonach tylakoidów.
Jeśli roślina nie znajduje się na świetle protochlorofilid, lipidy oraz oksydoreduktaza NADPH-protochlorofilid gromadzą się strukturach określanych jako protylakoidy. Dopiero oświetlenie roślin (np. po wykiełkowaniu) pozwala na zakończenie syntezy chlorofili i przekształcenie protylakoidów w tylakoidy. Rośliny okrytonasienne, które nie mają dostępu do światła ulegają etiolacji, czyli rosną bez wykształcenia chlorofilu i chloroplastów, a w ich plastydach dochodzi do wykształcenia jedynie protylakoidów.

## Metody badania chlorofili
Chlorofile są dobrze rozpuszczalne w rozpuszczalnikach organicznych (aceton itp.) i tłuszczach, a praktycznie nierozpuszczalne w wodzie. Chlorofile w roztworach wykazują silną fluorescencję. Fluorescencja chlorofili in vivo zależy od stanu funkcjonalnego układu fotosyntetycznego i jest wykorzystywana do pomiarów parametrów wydajności fotosyntezy (metoda PAM, ang. Pulse Amplitude Modulated chlorophyll fluorescence).

## Zastosowanie chlorofilu jako barwnika

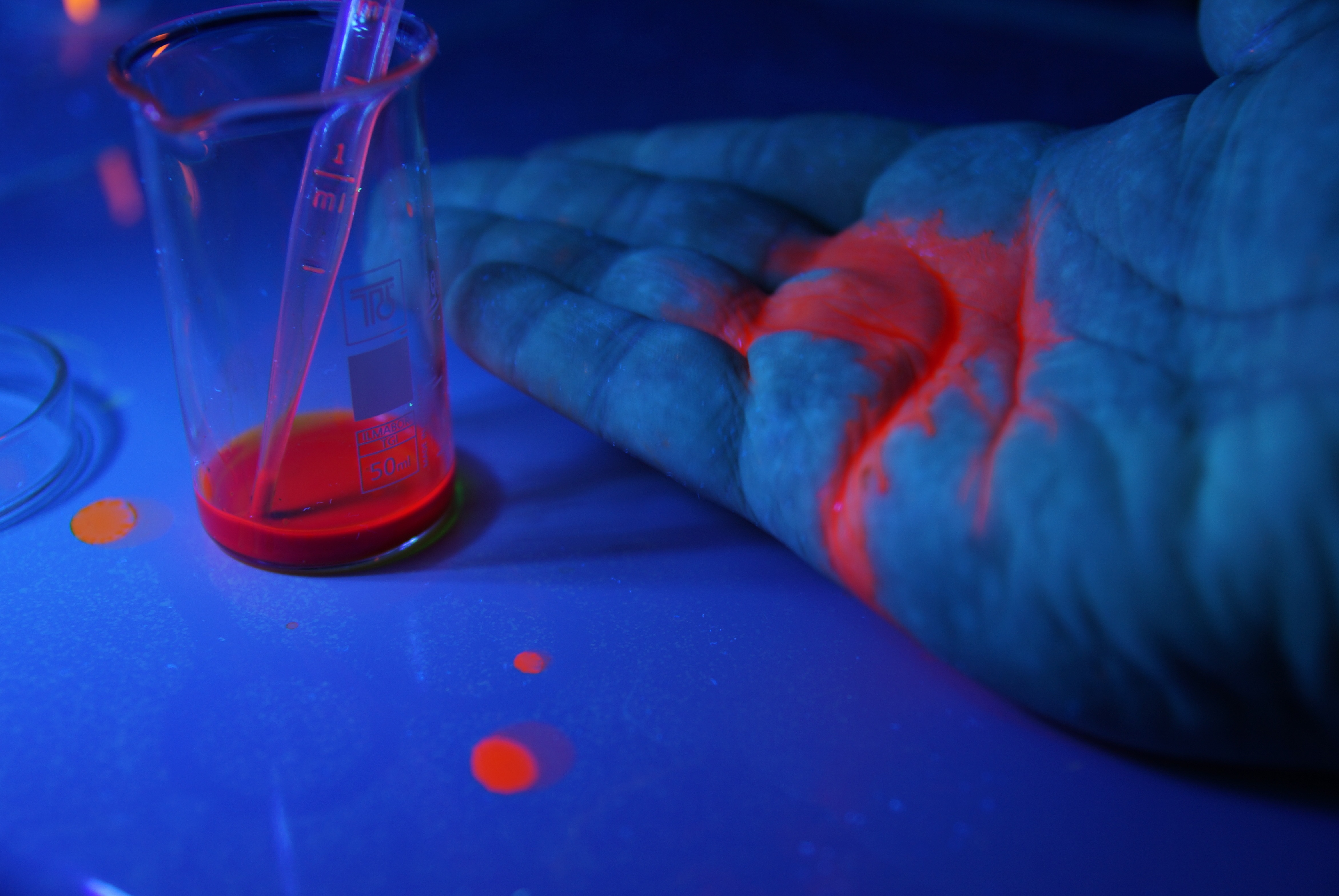
Ekstrakt z chlorofilu w octanie etylu oświetlony światłem ultrafioletowym

Chlorofil A (E140, C.I. 75810, naturalna zieleń 3) jest używany jako barwnik w przemyśle spożywczym do produkcji np. zup, sosów, oliwy z oliwek, oleju sojowego, lodów oraz fermentowanych napojów mlecznych. Został uznany za nieszkodliwy w zastosowaniach spożywczych. Rzadko spotykanym działaniem niepożądanym chlorofilu jest uczulenie na światło.
Jest również wykorzystywany w produktach takich jak antyperspiranty i płyny do płukania jamy ustnej.